# Stelis megalocephala
Stelis megalocephala är en orkidéart som beskrevs av Carlyle August Luer. Stelis megalocephala ingår i släktet Stelis och familjen orkidéer. Inga underarter finns listade i Catalogue of Life.